# Pericallia dohertyi
Aethalida dohertyi là một loài bướm đêm thuộc phân họ Arctiinae, họ Erebidae.